# Mads Stage
Mads Stage (6. juli 1922 i København – 28. maj 2004 i Bisserup) var en dansk tegner. 
Han var i årene 1941-47 elev hos professor Erik Clemmesen på Kunstakademiets Malerskole og hos professor Aksel Jørgensen på Grafisk Skole. Mads Stage blev en kendt og afholdt tegner i store dele af verden for sine letgenkendelige tegninger, der ofte er idylliserende og glade, men også kan rumme de dybere, dunklere og mere faretruende lag. Hans enorme produktion omfatter design og udsmykning af alt fra postkort, plakater, kalendere, frimærker og bøger til porcelæn, tekstiler, kander og meget mere. Han tilhørte genremæssigt rækken af store danske illustratorer, som også omfattede Axel Mathiesen, Ib Andersen og den jævnaldrende Ib Spang Olsen.
Mads Stage har blandt andet illustreret Thoreaus Livet i skovene, Turgenjevs En jægers dagbog, Boganis´ Jagtbreve, Blichers Trækfuglene samt børnebilledbøgerne Jonas og konkylien, Jonas og himmelteltet og Jonas og engletræet af Jens Fink-Jensen. Mads Stage har desuden illustreret en lang række bøger om Danmark og Danmarks natur af blandt andre Hans Hvass og Palle Lauring samt Johannes Brøndsteds værk om de danske tropekolonier. I bogen Storebælt – De fire årstider skildrer han Storebæltsbroens tilblivelse gennem en tiårsperiode.
Mads Stage er begravet på Holsteinborg Kirkegård i Skælskør.